# Txelpànovo
Txelpànovo (en rus: Челпаново) és un poble de la República de Mordòvia, a Rússia, segons el cens del 2010 tenia 339 habitants, pertany al municipi de Kirjemani.